# Ayman Kassimi
Ayman Kassimi (8 oktober 2001) is een Belgisch voetballer die doorgaans speelt als aanvaller. In de zomer van 2024 verruilde hij KMSK Deinze voor MVV Maastricht.

## Clubcarrière
Kassimi begon met voetballen bij SV Zulte Waregem, maar maakte zijn seniorendebuut in het tweede elftal van SpVgg Greuther Fürth. Na een jaar werd zijn contract niet verlengd en sloot hij in maart 2022 aan bij PFK Montana uit Bulgarije. Ook hier werd in de zomer zijn contract niet verlengd, waarna hij een halfjaar clubloos was.
In januari 2023 sloot hij aan bij KMSK Deinze. Hij debuteerde op 1 april 2023 tegen SL16 in de play-offs (5-0). Hij scoorde meteen een doelpunt. In totaal kwam Kassimi tot 18 wedstrijden voor Deinze, waarna hij in de zomer van 2024 verkaste naar MVV Maastricht. Hij debuteerde op 13 september 2024 tegen FC Volendam (2-2). In de 74e minuut kwam hij in de ploeg voor Rayan Buifrahi.

## Statistieken
| Seizoen | Club                    | Competitie          | Competitie | Competitie | Beker | Beker | Overig | Overig | Totaal | Totaal |
| Seizoen | Club                    | Competitie          | Wed.       | Dlp.       | Wed.  | Dlp.  | Wed.   | Dlp.   | Wed.   | Dlp.   |
| ------- | ----------------------- | ------------------- | ---------- | ---------- | ----- | ----- | ------ | ------ | ------ | ------ |
| 2020/21 | SpVgg Greuther Fürth II | Regionalliga Bayern | 3          | 0          | 2     | 0     | 0      | 0      | 5      | 0      |
| 2021/22 | PFK Montana             | Vtora Liga          | 6          | 0          | 0     | 0     | 0      | 0      | 6      | 0      |
| 2022/23 | KMSK Deinze             | Eerste klasse B     | 0          | 0          | 0     | 0     | 5      | 2      | 5      | 2      |
| 2023/24 | KMSK Deinze             | Eerste klasse B     | 11         | 0          | 1     | 0     | 1      | 0      | 13     | 0      |
| 2024/25 | MVV Maastricht          | Eerste divisie      | 19         | 0          | 0     | 0     | 0      | 0      | 19     | 0      |
| Totaal  | Totaal                  | Totaal              | 39         | 0          | 3     | 0     | 6      | 2      | 48     | 2      |

Bijgewerkt op 11 mei 2025.